# Symphylistis
Symphylistis là một chi bướm đêm thuộc họ Geometridae.